# Sinelater
Sinelater là một chi bọ cánh cứng trong họ 
Elateridae.
Chi này được miêu tả khoa học năm 1967 bởi Laurent.

## Các loài
Chi này có các loài:
- Sinelater perroti (Fleutiaux, 1940)